# Llista d'asteroides/152601-152700
| Nom           | Designació provisional | Data de descobriment   | Lloc de descobriment | Descobridor/s                    |
| ------------- | ---------------------- | ---------------------- | -------------------- | -------------------------------- |
| 152601 -      | 1995 UV37              | 22 d'octubre de 1995   | Kitt Peak            | Spacewatch                       |
| 152602 -      | 1995 UF54              | 22 d'octubre de 1995   | Kitt Peak            | Spacewatch                       |
| 152603 -      | 1995 VF2               | 14 de novembre de 1995 | Kitt Peak            | Spacewatch                       |
| 152604 -      | 1995 VJ16              | 15 de novembre de 1995 | Kitt Peak            | Spacewatch                       |
| 152605 -      | 1995 WG10              | 16 de novembre de 1995 | Kitt Peak            | Spacewatch                       |
| 152606 -      | 1995 WL19              | 17 de novembre de 1995 | Kitt Peak            | Spacewatch                       |
| 152607 -      | 1995 YE20              | 23 de desembre de 1995 | Kitt Peak            | Spacewatch                       |
| 152608 -      | 1996 AO7               | 12 de gener de 1996    | Kitt Peak            | Spacewatch                       |
| 152609 -      | 1996 BJ7               | 19 de gener de 1996    | Kitt Peak            | Spacewatch                       |
| 152610 -      | 1996 BK17              | 22 de gener de 1996    | Socorro              | LINEAR                           |
| 152611 -      | 1996 ES7               | 11 de març de 1996     | Kitt Peak            | Spacewatch                       |
| 152612 -      | 1996 EW8               | 12 de març de 1996     | Kitt Peak            | Spacewatch                       |
| 152613 -      | 1996 FH14              | 19 de març de 1996     | Kitt Peak            | Spacewatch                       |
| 152614 -      | 1996 GB8               | 12 d'abril de 1996     | Kitt Peak            | Spacewatch                       |
| 152615 -      | 1996 GL16              | 14 d'abril de 1996     | Kitt Peak            | Spacewatch                       |
| 152616 -      | 1996 HG19              | 18 d'abril de 1996     | La Silla             | E. W. Elst                       |
| 152617 -      | 1996 JR14              | 12 de maig de 1996     | Kitt Peak            | Spacewatch                       |
| 152618 -      | 1996 MJ1               | 16 de juny de 1996     | Kitt Peak            | Spacewatch                       |
| 152619 -      | 1996 RW6               | 5 de setembre de 1996  | Kitt Peak            | Spacewatch                       |
| 152620 -      | 1996 RX11              | 8 de setembre de 1996  | Kitt Peak            | Spacewatch                       |
| 152621 -      | 1996 RY11              | 8 de setembre de 1996  | Kitt Peak            | Spacewatch                       |
| 152622 -      | 1996 TS35              | 11 d'octubre de 1996   | Kitt Peak            | Spacewatch                       |
| 152623 -      | 1996 XL12              | 4 de desembre de 1996  | Kitt Peak            | Spacewatch                       |
| 152624 -      | 1996 XS20              | 5 de desembre de 1996  | Kitt Peak            | Spacewatch                       |
| 152625 -      | 1996 XQ23              | 12 de desembre de 1996 | Kitt Peak            | Spacewatch                       |
| 152626 -      | 1997 CY11              | 3 de febrer de 1997    | Kitt Peak            | Spacewatch                       |
| 152627 -      | 1997 DF                | 26 de febrer de 1997   | Ondřejov             | L. Šarounová                     |
| 152628 -      | 1997 EF30              | 9 de març de 1997      | Kitt Peak            | Spacewatch                       |
| 152629 -      | 1997 EH32              | 11 de març de 1997     | Kitt Peak            | Spacewatch                       |
| 152630 -      | 1997 GP4               | 7 d'abril de 1997      | Kitt Peak            | Spacewatch                       |
| 152631 -      | 1997 GO5               | 8 d'abril de 1997      | Kitt Peak            | Spacewatch                       |
| 152632 -      | 1997 GG16              | 3 d'abril de 1997      | Socorro              | LINEAR                           |
| 152633 -      | 1997 GO35              | 6 d'abril de 1997      | Socorro              | LINEAR                           |
| 152634 -      | 1997 HN                | 28 d'abril de 1997     | Kitt Peak            | Spacewatch                       |
| 152635 -      | 1997 JF8               | 1 de maig de 1997      | Kitt Peak            | Spacewatch                       |
| 152636 -      | 1997 KR2               | 29 de maig de 1997     | Kitt Peak            | Spacewatch                       |
| 152637 -      | 1997 NC1               | 5 de juliol de 1997    | Haleakala            | NEAT                             |
| 152638 -      | 1997 OD2               | 29 de juliol de 1997   | Majorca              | À. López, R. Pacheco             |
| 152639 -      | 1997 PT                | 3 d'agost de 1997      | Caussols             | ODAS                             |
| 152640 -      | 1997 PP3               | 5 d'agost de 1997      | Xinglong             | BAO Schmidt CCD Asteroid Program |
| 152641 -      | 1997 RJ3               | 5 de setembre de 1997  | Alfred University    | J. S. Weaver, D. R. DeGraff      |
| 152642 -      | 1997 RV9               | 10 de setembre de 1997 | Prescott             | P. G. Comba                      |
| 152643 -      | 1997 SP6               | 23 de setembre de 1997 | Kitt Peak            | Spacewatch                       |
| 152644 -      | 1997 SZ6               | 23 de setembre de 1997 | Kitt Peak            | Spacewatch                       |
| 152645 -      | 1997 SN18              | 28 de setembre de 1997 | Kitt Peak            | Spacewatch                       |
| 152646 -      | 1997 SM33              | 23 de setembre de 1997 | Xinglong             | BAO Schmidt CCD Asteroid Program |
| 152647 Rinako | 1997 UF15              | 29 d'octubre de 1997   | Hadano               | A. Asami                         |
| 152648 -      | 1997 UL20              | 28 d'octubre de 1997   | Socorro              | LINEAR                           |
| 152649 -      | 1997 UX22              | 25 d'octubre de 1997   | Anderson Mesa        | B. A. Skiff                      |
| 152650 -      | 1997 VR5               | 8 de novembre de 1997  | Oizumi               | T. Kobayashi                     |
| 152651 -      | 1997 VN8               | 1 de novembre de 1997  | Xinglong             | BAO Schmidt CCD Asteroid Program |
| 152652 -      | 1997 WG8               | 20 de novembre de 1997 | Kitt Peak            | Spacewatch                       |
| 152653 -      | 1997 WV10              | 22 de novembre de 1997 | Kitt Peak            | Spacewatch                       |
| 152654 -      | 1997 WB15              | 23 de novembre de 1997 | Kitt Peak            | Spacewatch                       |
| 152655 -      | 1997 WL18              | 23 de novembre de 1997 | Kitt Peak            | Spacewatch                       |
| 152656 -      | 1997 WC29              | 29 de novembre de 1997 | Kitt Peak            | Spacewatch                       |
| 152657 -      | 1997 XO2               | 4 de desembre de 1997  | Kuma Kogen           | A. Nakamura                      |
| 152658 -      | 1997 XG6               | 5 de desembre de 1997  | Caussols             | ODAS                             |
| 152659 -      | 1997 XQ9               | 4 de desembre de 1997  | Xinglong             | BAO Schmidt CCD Asteroid Program |
| 152660 -      | 1998 CW                | 5 de febrer de 1998    | Kleť                 | M. Tichý, Z. Moravec             |
| 152661 -      | 1998 DS1               | 20 de febrer de 1998   | Kleť                 | Kleť                             |
| 152662 -      | 1998 DQ8               | 21 de febrer de 1998   | Xinglong             | BAO Schmidt CCD Asteroid Program |
| 152663 -      | 1998 DF32              | 21 de febrer de 1998   | Xinglong             | BAO Schmidt CCD Asteroid Program |
| 152664 -      | 1998 FW4               | 20 de març de 1998     | Socorro              | LINEAR                           |
| 152665 -      | 1998 FG6               | 18 de març de 1998     | Kitt Peak            | Spacewatch                       |
| 152666 -      | 1998 FN7               | 20 de març de 1998     | Kitt Peak            | Spacewatch                       |
| 152667 -      | 1998 FR11              | 24 de març de 1998     | Socorro              | LINEAR                           |
| 152668 -      | 1998 FS59              | 20 de març de 1998     | Socorro              | LINEAR                           |
| 152669 -      | 1998 FK135             | 22 de març de 1998     | Socorro              | LINEAR                           |
| 152670 -      | 1998 GN3               | 2 d'abril de 1998      | Socorro              | LINEAR                           |
| 152671 -      | 1998 HL3               | 21 d'abril de 1998     | Socorro              | LINEAR                           |
| 152672 -      | 1998 HS5               | 21 d'abril de 1998     | Caussols             | ODAS                             |
| 152673 -      | 1998 HU14              | 17 d'abril de 1998     | Kitt Peak            | Spacewatch                       |
| 152674 -      | 1998 HB50              | 27 d'abril de 1998     | Kitt Peak            | Spacewatch                       |
| 152675 -      | 1998 HS59              | 21 d'abril de 1998     | Socorro              | LINEAR                           |
| 152676 -      | 1998 HT96              | 21 d'abril de 1998     | Socorro              | LINEAR                           |
| 152677 -      | 1998 HA114             | 23 d'abril de 1998     | Socorro              | LINEAR                           |
| 152678 -      | 1998 HE126             | 23 d'abril de 1998     | Socorro              | LINEAR                           |
| 152679 -      | 1998 KU2               | 22 de maig de 1998     | Socorro              | LINEAR                           |
| 152680 -      | 1998 KJ9               | 27 de maig de 1998     | Socorro              | LINEAR                           |
| 152681 -      | 1998 KY10              | 22 de maig de 1998     | Kitt Peak            | Spacewatch                       |
| 152682 -      | 1998 KT21              | 22 de maig de 1998     | Socorro              | LINEAR                           |
| 152683 -      | 1998 KT23              | 22 de maig de 1998     | Socorro              | LINEAR                           |
| 152684 -      | 1998 KV26              | 30 de maig de 1998     | Kitt Peak            | Spacewatch                       |
| 152685 -      | 1998 MZ                | 18 de juny de 1998     | Kitt Peak            | Spacewatch                       |
| 152686 -      | 1998 QG42              | 17 d'agost de 1998     | Socorro              | LINEAR                           |
| 152687 -      | 1998 QP58              | 30 d'agost de 1998     | Kitt Peak            | Spacewatch                       |
| 152688 -      | 1998 QE61              | 23 d'agost de 1998     | Anderson Mesa        | LONEOS                           |
| 152689 -      | 1998 QC63              | 30 d'agost de 1998     | Xinglong             | BAO Schmidt CCD Asteroid Program |
| 152690 -      | 1998 QS75              | 24 d'agost de 1998     | Socorro              | LINEAR                           |
| 152691 -      | 1998 QJ103             | 26 d'agost de 1998     | La Silla             | E. W. Elst                       |
| 152692 -      | 1998 QN111             | 30 d'agost de 1998     | Kitt Peak            | Spacewatch                       |
| 152693 -      | 1998 RM4               | 14 de setembre de 1998 | Socorro              | LINEAR                           |
| 152694 -      | 1998 RX6               | 12 de setembre de 1998 | Kitt Peak            | Spacewatch                       |
| 152695 -      | 1998 RN15              | 15 de setembre de 1998 | Kitt Peak            | Spacewatch                       |
| 152696 -      | 1998 RO52              | 14 de setembre de 1998 | Socorro              | LINEAR                           |
| 152697 -      | 1998 RU53              | 14 de setembre de 1998 | Socorro              | LINEAR                           |
| 152698 -      | 1998 RG58              | 14 de setembre de 1998 | Socorro              | LINEAR                           |
| 152699 -      | 1998 RM60              | 14 de setembre de 1998 | Socorro              | LINEAR                           |
| 152700 -      | 1998 RN65              | 14 de setembre de 1998 | Socorro              | LINEAR                           |